# Greed (canción)
«Greed» es una canción del grupo musical estadounidense de heavy metal Godsmack. Fue el tercer y último sencillo de su segundo álbum de estudio, Awake, lanzado en 2001.

## Video musical
El video musical de la canción comienza con la aparición de Toni Tiller, la mujer que se ve en la portada del álbum debut homónimo de la banda, la cual hace un breve cameo al principio del vídeo. Sully Erna dijo en una entrevista en Fuse TV que fue muy difícil rastrearla para protagonizar el papel.
El videoclip comienza con la banda en el apartamento de un rico y codicioso terrateniente, el cual llega al lugar y les exige que lo dejen entrar, y al no poder lograrlo, desconecta la electricidad y el agua del lugar. En paralelo, se puede ver a Godsmack interpretando la canción en un cuarto plateado con el logo de la banda impreso en el suelo. 
Más tarde, el propietario sube escaleras arriba a otro departamento donde hay un niño jugando con un bote de juguete en una bañera y se lo quita. Luego, llega a su hogar y comienza a contar dinero, cuando una mujer entra y se lo saca de las manos. El terrateniente luego se acerca a una biblioteca y al mover una estatua se abre una puerta secreta que conduce a una bóveda de seguridad llena de dinero. Al volver al edificio, se ve acosado por varios vecinos del mismo, los cuales se quejan de las pésimas condiciones en las que viven y, ya cansados de ello, lo pisotean y lo dejan en ropa interior.
El video de Greed es bastante inusual con respecto al estilo de Godsmack, el cual sigue una historia real en lugar de elementos débilmente conectados. También hay que destacar un estilo más ligero y una naturaleza un tanto humorística en comparación con otros videos anteriores. Erna declaró que fue su intento de encajar con la multitud de videos musicales más convencionales y que no estaba contento con él.

## Significado
Sully Erna afirmó en una entrevista con Launch Media que "Greed" está inspirada en un examigo de la banda. Acerca de ello, Erna dijo lo siguiente: 

"Cuando la banda se hizo famosa y firmamos un contrato, él estaba empezando a perder la noción y siempre estaba muy emocionado de participar en todas las cosas y tener algún tipo de control sobre esto. Tuvimos que parar y cuando hablamos con él sobre eso, fue un maldito que quería, ya sabes, sacarnos nuestro dinero, etc. Así que esta canción es sobre mí diciendo: "Vete al demonio" a él".

## Posición en las listas
Sencillos - Billboard (Estados Unidos)
| Año  | Lista                  | Posición |
| ---- | ---------------------- | -------- |
| 2001 | Mainstream Rock Tracks | 3        |
| 2001 | Modern Rock Tracks     | 28       |
| 2001 | Billboard Hot 100      | 123      |

## Personal
- Sully Erna - Cantante, guitarra.
- Tony Rombola - Guitarra, coros.
- Robbie Merill - Bajo.
- Tommy Stewart - Batería.